# Ottilie Baader
 (septembre 2024).
Ottilie Baader (30 mai 1847 à Raake (aujourd'hui : Raków, dans le district de Breslau) - 24 juillet 1925 à Berlin) est une féministe et socialiste allemande.
Avec Clara Zetkin, elle a œuvré pour le droit de vote des femmes en Allemagne. 

## Publications
- Frauen und Mädchen des werktätigen Volkes! Was habt Ihr bei der diesmaligen Reichstagswahl zu tun? Berlin 1906
- Ein steiniger Weg: Lebenserinnerungen einer Sozialistin. J. H. W. Dietz, Stuttgart 1921
  - Ein steiniger Weg: Lebenserinnerungen einer Sozialistin. J. H. W. Dietz, Berlin 1931
  - Ein steiniger Weg. Lebenserinnerungen einer Sozialistin. Mit einer Einleitung von Marie Juchacz 3. Aufl. J. H. W. Dietz Nachf., Berlin, Bonn 1979,  (ISBN 3-8012-0039-6)